# Roche-sur-Linotte-et-Sorans-les-Cordiers
Roche-sur-Linotte-et-Sorans-les-Cordiers là một xã ở tỉnh Haute-Saône trong vùng Franche-Comté phía đông nước Pháp. Xã này có diện tích 9,34 km2, dân số năm 2006 là 73 người. Khu vực này có độ cao từ 240–373 m trên mực nước biển.